# Enrico VI d'Inghilterra
Enrico VI d'Inghilterra (Castello di Windsor, 6 dicembre 1421 – Torre di Londra, 21 maggio 1471) è stato re d'Inghilterra dal 1422 al 1461 (con un reggente fino al 1437) e poi dal 1470 al 1471 e re di Francia dal 1422 al 1453.
Asceso al trono quando non aveva nemmeno nove mesi, Enrico VI assistette al tracollo della potenza militare inglese in Francia e alla conclusione della sanguinosa guerra dei cent'anni con la perdita di quasi tutti i feudi inglesi. La crisi che ne conseguì, facilitata anche dall'inettitudine del re al governo e dalla malattia mentale da cui era affetto, scatenò la guerra delle due rose con la rivale casata degli York, durante la quale Enrico perse la vita.
Il regno di Enrico VI, nonostante si sia rivelato un completo fallimento dal punto di vista politico e militare, fu caratterizzato però da una serie di iniziative di rilievo sul versante culturale, quale la costruzione del College di Eton e del King's College dell'Università di Cambridge. Uomo estremamente pio, fu oggetto di culto popolare all'indomani della sua morte, mentre William Shakespeare lo rese protagonista della trilogia di opere teatrali: Enrico VI, parte I, Enrico VI, parte II e Enrico VI, parte III, in cui Enrico incarna il simbolo dell'uomo forzato a ricoprire ruoli di comando, in contrasto con la sua stessa volontà.

## Il re bambino (1421-1437)

### Il consiglio di reggenza: Gloucester, Bedford e Beaufort

#### La morte di Enrico V

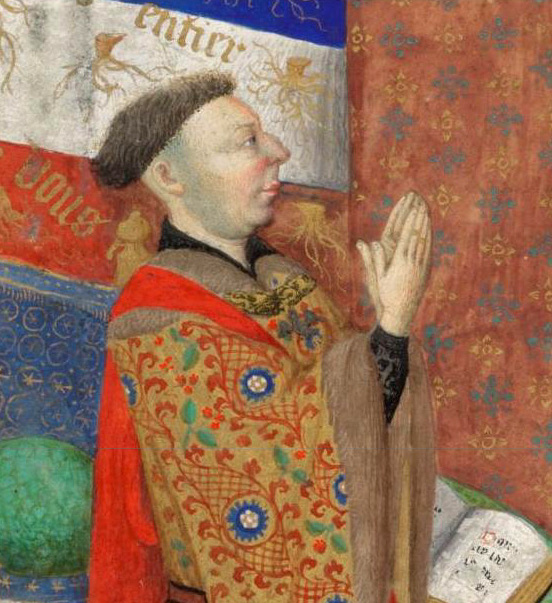
Giovanni Plantageneto, I duca di Bedford, in una miniatura del XV secolo. Abile politico e generale, il duca di Bedford cercò di conservare i territori conquistati dal fratello Enrico V pochi anni prima, fallendo però a causa delle faide interne al regno d'Inghilterra.

Enrico era l'unico figlio ed erede di Enrico V d'Inghilterra e di Caterina di Valois, figlia di Carlo VI di Francia. Dopo la morte improvvisa del padre, avvenuta a Bois de Vincennes il 31 agosto 1422 a causa di febbre tifoide e di dissenteria quando aveva appena trentasei anni, l'infante Enrico divenne re all'età di soli nove mesi. Il 7 novembre, quando la salma di Enrico V giunse a Londra per essere tumulata nell'Abbazia di Westminster, le massime cariche dello Stato e della Chiesa inglesi lessero formalmente il testamento del sovrano defunto. Secondo le direttive di Enrico V, fu istituito un consiglio di reggenza composto dai seguenti lords:
- Umfredo Plantageneto, duca di Gloucester, il più giovane figlio di Enrico IV che era stato già nominato nel terzo testamento di Enrico V del 10 giugno 1421, Lord Protector del Regno, incarico che consisteva nella gestione della politica interna del Paese[8].
- Il fratello minore ancora vivente di Enrico V, Giovanni Plantageneto, I duca di Bedford, ebbe la carica ufficiale di Reggente ma, in quanto comandante in capo delle operazioni militari in Francia[9], dovette lasciare il potere civile del Regno al fratello nei periodi in cui era assente dalla madrepatria. Infatti, Bedford aveva poteri più ampi di quelli del fratello minore e, quando rientrava in Inghilterra, poteva gestire gli affari interni in piena autonomia[10].
- Il vescovo di Winchester Henry Beaufort, fratellastro di Enrico IV e cardinale dal 1426, ebbe un ruolo importante nel consiglio per la sua autorità morale e la sua forte personalità[11].
- Infine, il conte Edmondo Mortimer fu, invece, nominato luogotenente dell'Irlanda[2].

Alla regina madre Caterina, invece, fu impedito di prendere parte attiva nell'educazione del figlio, essenzialmente perché era figlia del mortale nemico francese della Corona inglese, fatto che suscitava diffidenza da parte della corte.

#### Le controversie in seno al Consiglio
I membri del consiglio di reggenza, nonostante i legami di parentela, non avevano buoni rapporti fra di loro: Bedford e Gloucester erano perennemente in lotta fra loro e, dopo la morte di Bedford nel 1435, l'anziano Beaufort entrò in contrasto con il nipote Gloucester. Per equilibrare gli interessi e le lotte di potere in seno al consiglio, fu immediatamente stabilito che i componenti di tale assemblea ricevessero il loro potere e la loro autorità non dall'esecuzione testamentaria di Enrico V, ma direttamente dall'autorità reale incarnata da Enrico VI, anche se minorenne: tale provvedimento, però, non servì a frenare le ambizioni di Gloucester e quelle di Bedford. In questo quindicennio di reggenza, che ebbe ufficialmente inizio con l'apertura del Parlamento il 5 dicembre del 1422, come osserva lo storico George Macaulay Trevelyan, le fazioni aristocratiche che i due precedenti re Lancaster, cioè Enrico IV ed Enrico V, erano riusciti a tenere sotto controllo, ripresero vigore durante la minore età di Enrico VI, suscitando quelle discordie e rivalità che non verranno più placate, dopo la fine della reggenza.

### La guerra in Francia

#### La fase dal 1422 al 1429

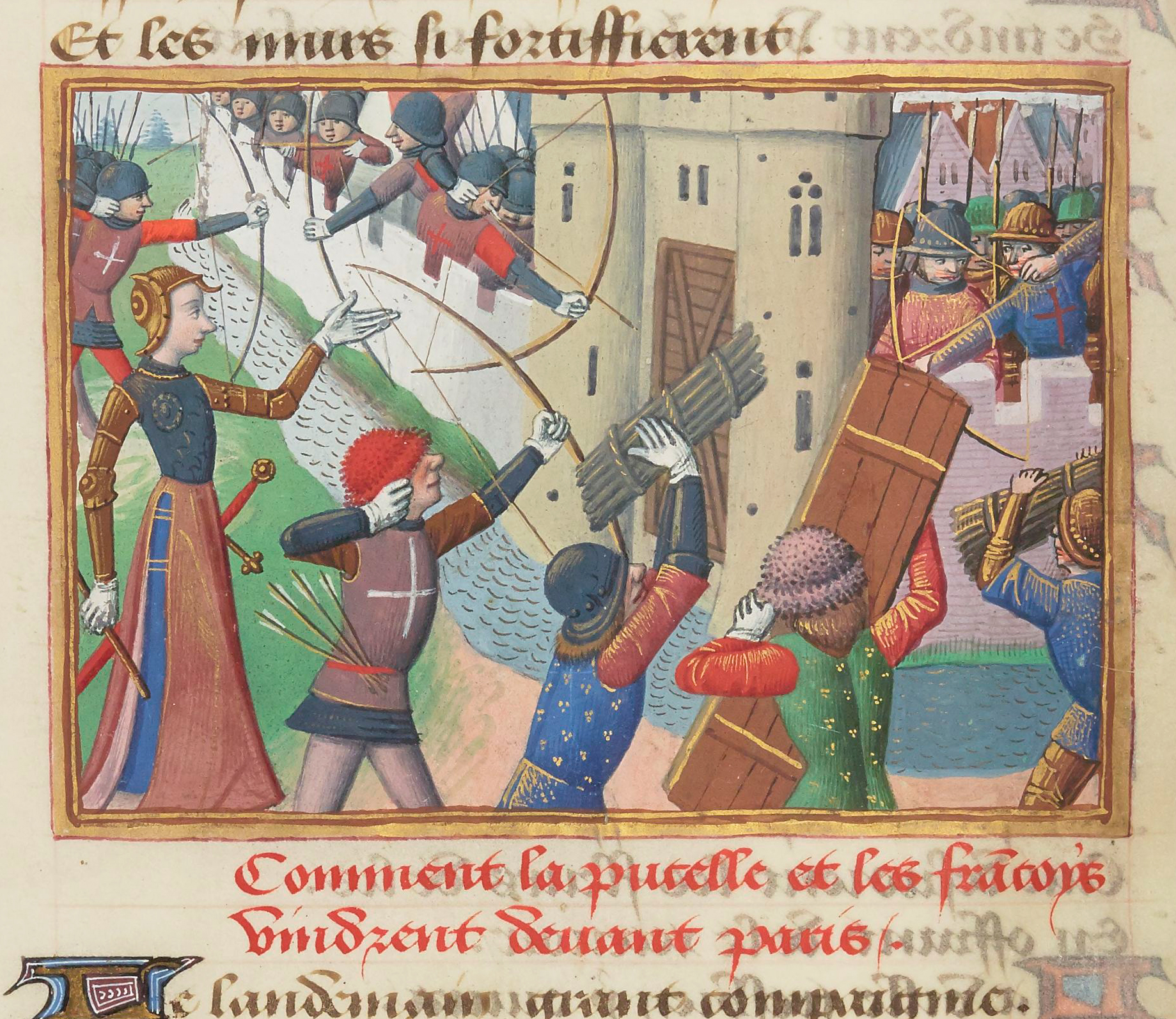
L'assedio di Parigi del 1429, particolare con Giovanna d'Arco che dirige l'assedio. Tratto dalle Vigiles du roi Charles VII, XV secolo.

Come risultato dei successi conseguiti durante la guerra dei cento anni, Enrico V aveva lasciato il suo paese in possesso di ampi territori francesi e il figlio Enrico VI erede al trono di Francia dove, alla morte di Carlo VI nel 1422, fu acclamato re come Enrico II. Nel frattempo, il duca di Bedford consolidava le conquiste del fratello e, insieme all'alleato duca di Borgogna Filippo III il Buono, reggeva il governo di tutto il nord e l'ovest della Francia, compresa la capitale Parigi. Bedford, buon generale, riuscì a consolidare e a portare avanti la guerra (Trattato difensivo di Amiens del 1423 con Borgogna e Bretagna, durante il quale sposò Anna di Borgogna), sconfiggendo i francesi sostenitori del delfino Carlo a Cravant (1423) e a Verneuil (17 agosto 1424). Inoltre, grazie ad un'oculata amministrazione dei territori conquistati, Bedford riuscì a renderli efficienti dal punto di vista economico e governativo, contribuendo così a diminuire le spese inglesi per il loro mantenimento. Nel 1429 la guerra sembrava vedere ormai come vittoriosi gli anglo-borgognoni: Bedford, infatti, stava assediando la città di Orléans (l'assedio cominciò nel mese di aprile), l'ultima vera roccaforte ancora in mano ai francesi fedeli al delfino Carlo. Inaspettatamente, però, le forze francesi si rianimarono all'arrivo di Giovanna d'Arco, una giovane contadina di Domrémy che convinse il delfino di essere un'inviata di Dio venuta appositamente per sconfiggere gli inglesi e mettere il legittimo erede alla corona di Francia sul trono. L'arrivo di Giovanna ebbe un effetto psicologico di rivalsa nell'animo dei soldati francesi, al punto da capovolgere le sorti dell'assedio e costringere Bedford a ritirarsi.

#### L'incoronazione di Carlo VII e quella di Enrico VI

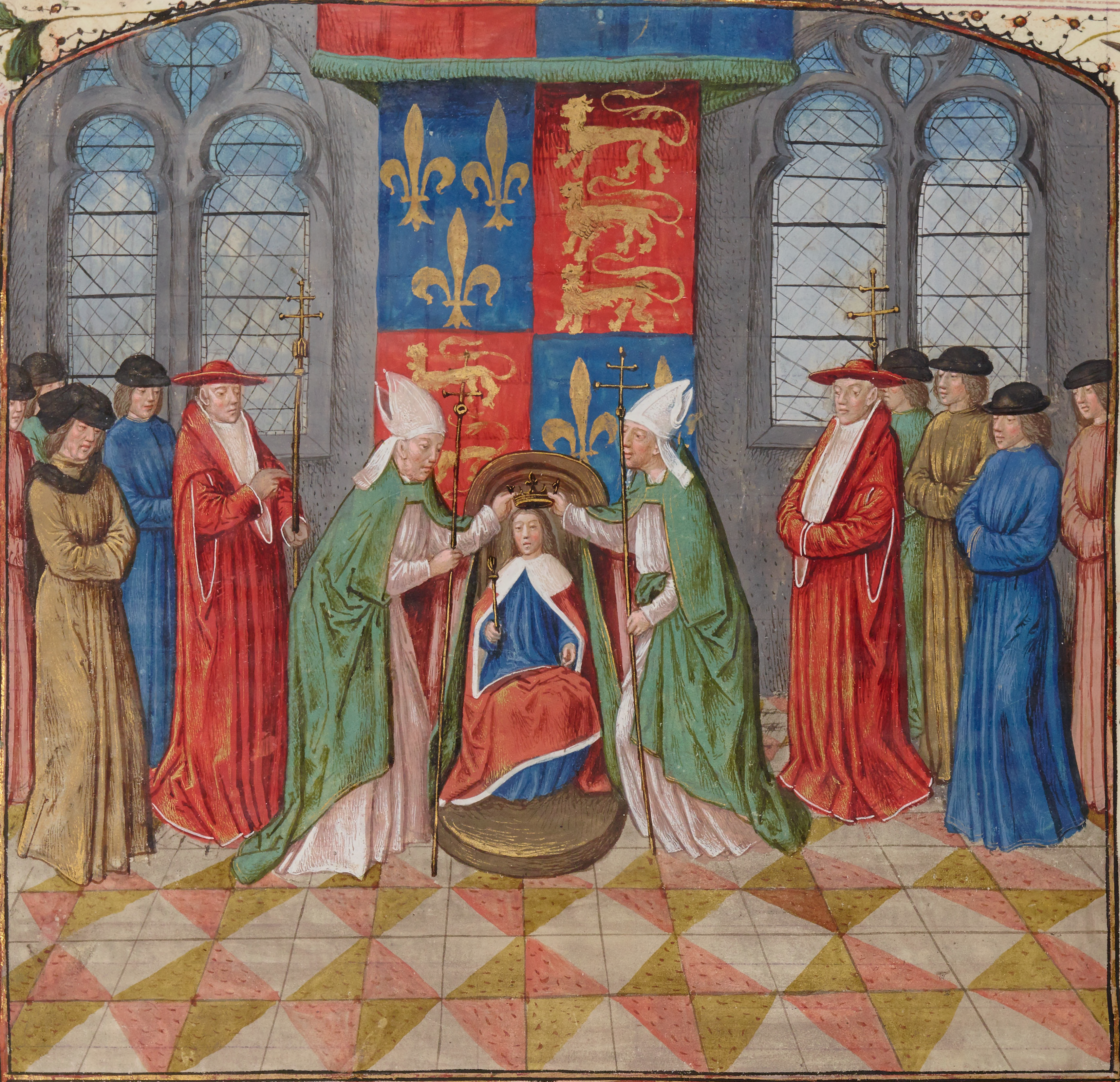
Incoronazione di Enrico VI a Notre-Dame, in un dipinto anonimo del XV secolo. L'incoronazione si svolse nel 1431 in reazione a quella di Carlo VII a Reims di due anni prima, con il fine di legittimare le pretese di Enrico rispetto a quelle di Carlo.

Le armate francesi, galvanizzate da Giovanna e comandate da generali del calibro di Jean de Dunois e La Hire, ottennero, nel giro di un anno, una serie di schiaccianti vittorie (tra le quali, la più importante fu la battaglia di Patay) che aprirono la strada di Reims a Carlo, ove fu incoronato con il nome di Carlo VII (17 luglio 1429). Bedford, riparatosi nel frattempo a Parigi, pensò di far venire in Francia il giovane Enrico: bisognava dimostrare che Enrico, non Carlo, fosse il legittimo sovrano di Francia. Il consiglio di reggenza procedette con il rito d'incoronazione, elaborato con la precisa finalità di esaltare il potere reale. Il re fanciullo, innanzitutto, fu incoronato re d'Inghilterra nell'Abbazia di Westminster il 6 novembre 1429 dallo zio Enrico Beaufort. 
Dopo l'incoronazione inglese, si procedette ad organizzare quella francese. Dopo avere varcato la Manica il 23 aprile 1430, Enrico giunse prima a Calais e, dopo una pausa di alcuni mesi, prese residenza a Rouen presso lo zio Bedford. La lentezza con cui il viaggio procedette fu dovuta alle difficoltà che gli inglesi stavano affrontando, nel contempo, nella valle della Loira a causa dell'avanzata di Giovanna d'Arco; ciò costrinse re Enrico a non mettersi in cammino verso Parigi per questioni di sicurezza e a risiedere nel capoluogo normanno fino al novembre del 1431. Stabilizzatasi momentaneamente la situazione, Enrico poté riprendere il suo viaggio fino a Parigi, ove fu incoronato (sempre da parte di Beaufort) come re di Francia nella Cattedrale di Notre-Dame, il giorno 16 dicembre 1431. Nonostante la duplice incoronazione, il governo inglese non ottenne l'effetto sperato: in primo luogo, perché il luogo tradizionale d'incoronazione dei re di Francia non era Parigi, ma Reims; in secondo luogo, perché l'incoronazione non avvenne per mano del vescovo di Parigi (un francese, quindi), ma sempre per mano di un prelato inglese. Pertanto, risultò sicuramente più prestigiosa l'incoronazione di Carlo rispetto a quella di Enrico VI, avvenuta due anni dopo in una Parigi occupata dagli inglesi.

#### L'inizio della catastrofe: Arras e la morte di Bedford

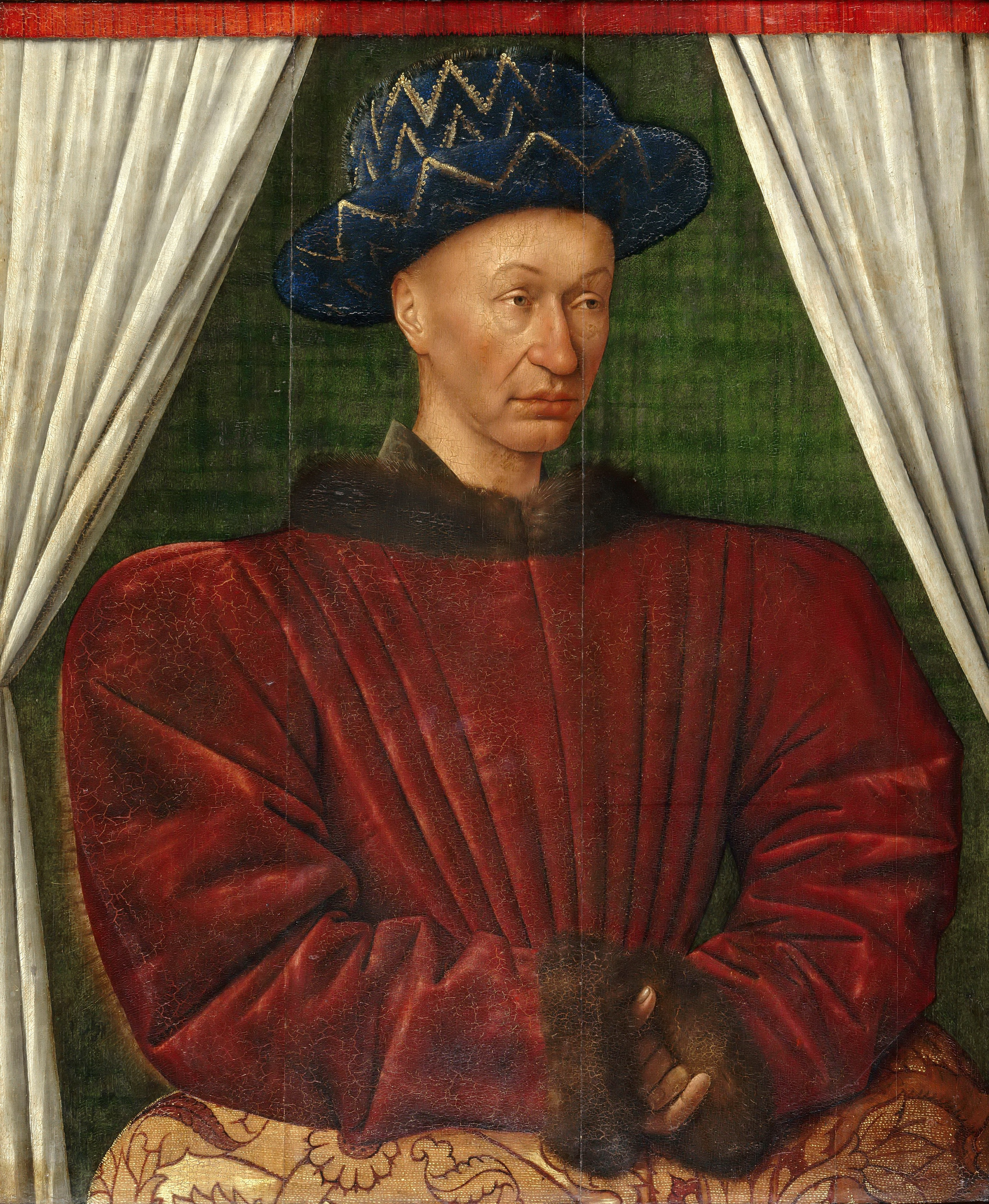
Jean Fouquet, Carlo VII, olio su tela, 1445-1450 ca, Louvre. Il sovrano francese riuscì a riconquistare i territori francesi in mano inglese, riducendoli alla sola città di Calais nel 1453.

Sul versante militare la guerra contro Carlo VII non proseguiva al meglio. Nonostante gli inglesi fossero riusciti a mandare al rogo, con l'accusa di stregoneria, Giovanna d'Arco (Rouen, 30 maggio 1431), le difficoltà finanziarie in cui versava il governo inglese e i continui attriti tra i reggenti causarono una rotta definitiva delle sorti belliche nella guerra in Francia. Il disastro politico-militare fu aggravato, però, da una serie di altre motivazioni, tra le quali la più importante fu la scomparsa di Bedford. Quest'ultimo, che si era recato nel 1434 per reprimere un'insurrezione in Normandia, morì improvvisamente nell'autunno dell'anno seguente a Rouen, mentre si stava svolgendo il Congresso di Arras tra borgognoni, francesi e inglesi. 
La morte di Bedford (preceduta tre anni addietro da quella della moglie) fu una disgrazia per l'Inghilterra: perdeva, nel contempo, il più abile tra i reggenti. Difatti, all'indomani della sua scomparsa, gli agenti inglesi non furono capaci di evitare che il duca Filippo di Borgogna lasciasse l'alleanza con gli inglesi, permettendo così a Carlo VII di entrare trionfalmente a Parigi nell'aprile del 1436. Se si eccettua la perdita della capitale francese, i territori inglesi in terra di Francia rimasero intatti fino al 1444, con l'inizio delle trattative di pace di Tours.

### I difficili rapporti con la Lega anseatica
Durante la reggenza, oltre agli eventi bellici, si segnalarono degli sviluppi nei rapporti commerciali tra Inghilterra e la potente federazione commerciale della Lega anseatica. Inizialmente, Enrico confermò i privilegi dei mercanti anseatici in territorio inglese ma, nel 1431, furono aumentate le tasse di importazione e di esportazione di diversi generi, che la Hansa non accettò di buon grado. Seguirono anni difficili, finché nel 1437, per merito del cardinale Beaufort, fu stipulato Il secondo trattato di Londra che, in cambio della libertà per i mercanti inglesi di commerciare in tutte le città anseatiche, prevedeva il ripristino di tutti i privilegi per i mercanti anseatici esentati da tutti i diritti non menzionati nella Charta Mercatoria del 1303. Nonostante le buone intenzioni, gli attacchi inglesi al naviglio anseatico continuarono, i mercanti inglesi nei porti anseatici non furono favoriti nei loro commerci e i prodotti inglesi venivano boicottati.

## Il governo personale di Enrico (1437-1453)

### L'ultima fase della guerra

#### Il sopravvento del partito pacifista

L'evoluzione dei territori sotto il controllo francese ed inglese tra il 1337 e il 1453

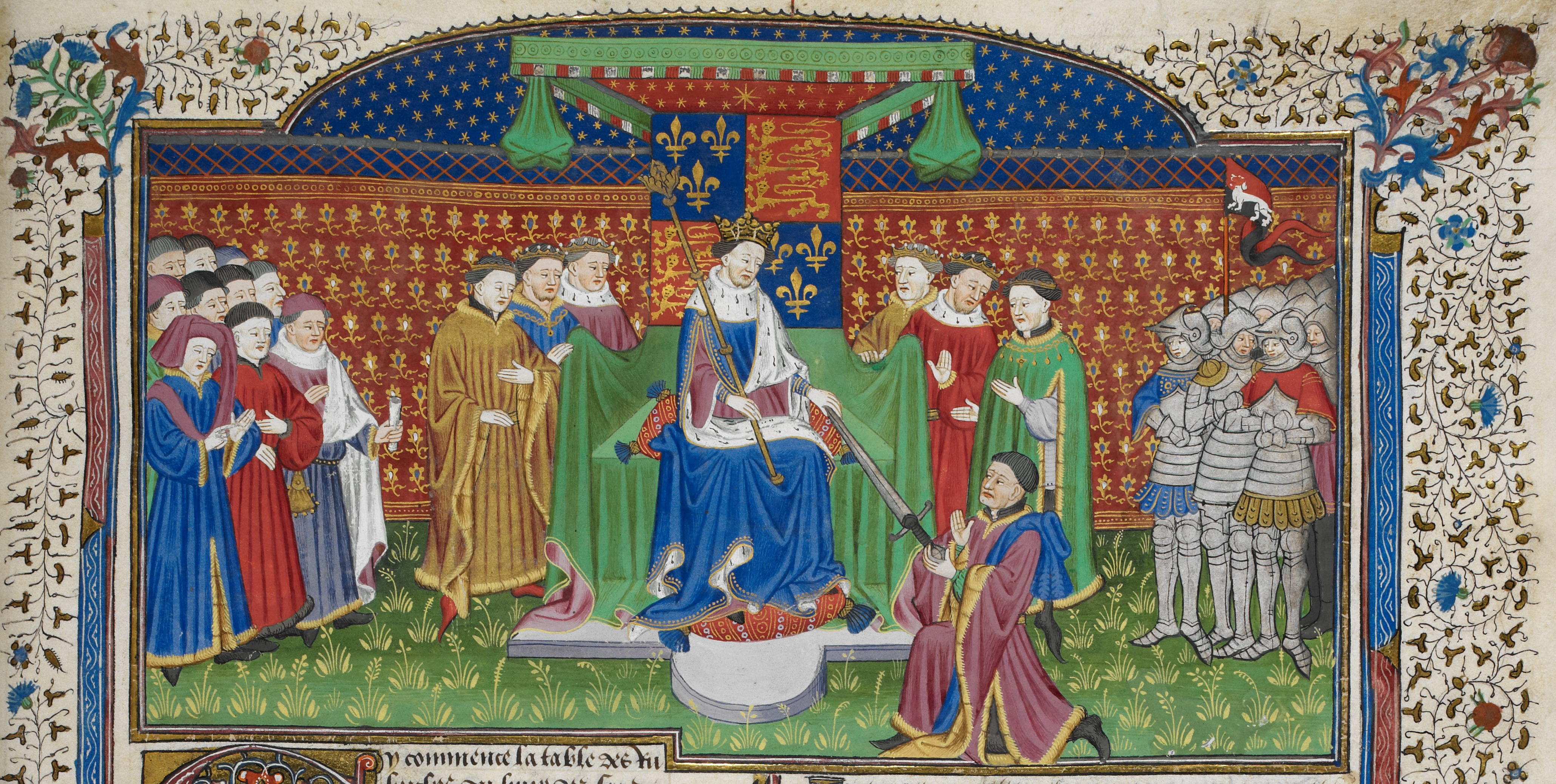
Enrico VI in trono, miniatura del 1445

Enrico impugnò le redini del paese quando fu proclamato maggiorenne il 13 novembre 1437, il medesimo anno in cui morì sua madre Caterina. Divenuto adulto Enrico VI si dimostrò profondamente diverso dal padre: era infatti più votato alla spiritualità, privo di quella saggezza mondana necessaria per governare e tutt'altro che abile politico e militare. Enrico, con il tempo, permise alla sua corte di essere dominata da pochi favoriti e il partito pacifista (che era a favore della fine della guerra in Francia) prese rapidamente il sopravvento, mentre le voci di Riccardo di York e di Gloucester, esponenti di punta della fazione bellicista, furono relegate ai margini e generalmente ignorate. Nel contempo, il cardinale Beaufort prima e William de la Pole (marchese di Suffolk, all'epoca, e poi elevato al rango di duca nel 1448) poi, convinsero il re che la via migliore per mantenere il controllo dei territori che governava in Francia fosse quella di ottenere la pace con la Francia. Si ricorse a vari espedienti per ottenere tale obiettivo: nel giugno 1439 (incontri di Gravelines), si cercò attraverso Isabella di Borgogna, moglie del duca Filippo, di arrivare a un accordo tra le due parti, ma senza successo. Si tentò un nuovo approccio diplomatico nel 1440, quando il cardinale Beaufort liberò il duca Carlo d'Orléans (prigioniero in Inghilterra dal 1415) per indurre i francesi ad intavolare dei negoziati, ma anche questo tentativo fallì come il precedente.

#### La tregua di Tours e Margherita d'Angiò (1444-1445)
Il 20 maggio 1444, il marchese di Suffolk guidò un'ambasceria in Francia e ottenne una tregua di due anni (Tregua di Tours) rafforzata dal matrimonio di Enrico con la nipote di Carlo VII, Margherita d'Angiò. Enrico acconsentì, specialmente quando sentì i racconti sulla bellezza della donna, e inviò Suffolk a negoziare con il monarca francese. Quest'ultimo approvò il matrimonio, a condizione che egli non dovesse preoccuparsi della dote prevista, ricevendo per buona misura in cambio i territori del Maine e dell'Angiò dagli inglesi. Tali condizioni furono accettate, ma della cessione dei predetti territori, il parlamento inglese fu tenuto all'oscuro, in quanto avrebbe respinto sicuramente la proposta regia. Il matrimonio avvenne il 22 aprile del 1445 e Margherita sembrò integrarsi fin da subito con la personalità del consorte: la principessa francese, infatti, nonostante avesse solo sedici anni, era pronta a prendere delle decisioni e dimostrava capacità di comando, laddove Enrico si rivelava completamente inetto. Si giunse quindi alla spinosa questione del Maine e dell'Anjou: Enrico, intenzionato a concludere un conflitto del quale non sentiva il motivo e mosso dalla volontà di rispettare la parola data, annunciò pubblicamente ciò di cui era stato tenuto all'oscuro il parlamento. Quest'ultimo, logicamente, reagì molto negativamente, determinando uno stallo nelle trattative con Carlo VII e concentrando l'odio su Suffolk.

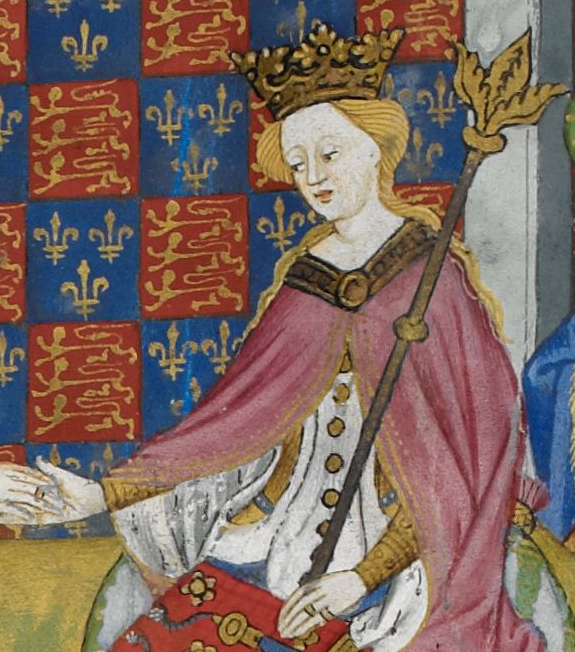
Maestro di Talbot (Talbot Master), Margherita d'Angiò, particolare della presentazione del Shrewsbury Book a Margherita e a Enrico VI da parte di John Talbot, miniatura, 1445 circa. Donna energica e volitiva, Margherita fu l'animatrice della fazione lancasteriana all'interno della corte inglese, sostenendo i diritti del marito infermo alla corona.

#### La morte di Gloucester (1447)
Il 18 febbraio 1447, mentre il governo inglese temporeggiava con i francesi e cercava di placare gli animi dei parlamentari, il re, la regina e i loro consiglieri (Suffolk, il conte di Somerset Edmund Beaufort, e il cardinale Beaufort) convocarono Gloucester davanti al parlamento, a Bury St Edmunds con l'accusa di tradimento. Gloucester morì in prigionia, non si sa se per cause naturali o per mano assassina. La morte di Gloucester lasciò York come apparente erede di Enrico, ma quest'ultimo non lo riconobbe mai ufficialmente e York continuò ad essere escluso dalla corte, essendo stato "bandito" a governare l'Irlanda, mentre Enrico e Margherita appoggiarono Suffolk e Edmund Beaufort, che nel frattempo era stato elevato alla dignità di duca (un titolo normalmente riservato ai parenti stretti del sovrano), divenendo il secondo duca di Somerset.

#### La perdita della Normandia e della Guascogna (1449-1453)
L'inadempimento delle clausole del trattato di Tours causarono la ripresa delle ostilità fra le due nazioni già a partire dal 1447. I continui tentennamenti di Enrico e l'approvazione, da parte del parlamento, di inviare un corpo d'armata sotto la guida del marchese di Dorset nel febbraio di quell'anno ruppero la tregua. L'iniziativa politica non poté essere più infelice, in quanto la Francia nel frattempo si era riorganizzata militarmente, mentre l'Inghilterra cominciava a manifestare i primi segni dell'anarchia che la sconvolgeranno da lì a pochi anni dopo. Difatti il 16 marzo 1448 Le Mans, capoluogo del Maine, si arrese davanti alle armate di Carlo VII, relegando gli inglesi al solo ducato di Normandia e alla Guascogna. Come il Maine, la Normandia capitolò in pochissimo tempo, a causa del mancato rafforzamento militare da parte di Enrico: il 26 ottobre 1449, con velocità fulminea, gli inglesi persero Rouen. Dopo la battaglia di Formigny del 14 aprile 1450, l'intera Normandia conquistata trent'anni prima da Enrico V ripassò così nelle mani dei francesi. Poco più di due anni dopo, nel 1453, toccò la stessa sorte all'Aquitania, finora quasi mai teatro di eventi bellici. Il Ducato di Aquitania, posseduto sin dai tempi di Enrico II di Inghilterra, era profondamente legato all'Inghilterra da vincoli di natura commerciale: la borghesia di Bordeaux avrebbe perso il suo più importante cliente di vini, visti i fiorenti traffici con Londra, e la stessa nobiltà guascone si sentiva legata da vincoli di fedeltà più alla corona inglese che a quella francese. Nonostante la tenacia sia degli stessi guasconi che del contingente militare inglese, anche i possedimenti nella Francia meridionale andarono persi nella battaglia di Castillon del 17 luglio, durante la quale morì il veterano militare John Talbot. Nel 1453, dell'antico impero angioino, rimaneva soltanto il porto di Calais.

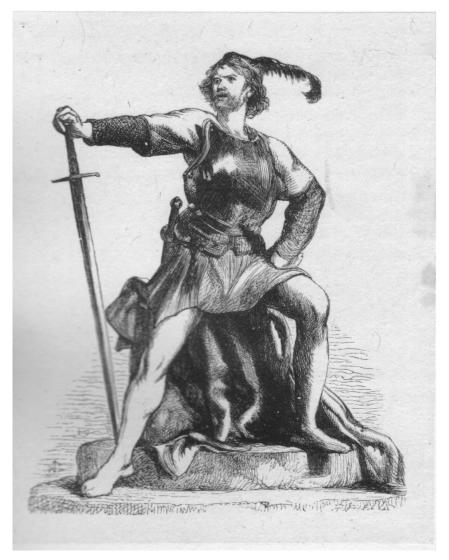
John Cade sulla London stone, illustrazione di Sir John Gilbert (1817-97) neo Works of William Shakespeare (Londra, Routledge, 1881), vol. 8.

#### La caduta in disgrazia di Suffolk (1450)
Mentre si consumava la tragedia della guerra in Francia, i sovrani videro la caduta e la tragica fine del loro alleato, il duca di Suffolk. Nel 1449, dopo la caduta di Rouen, il parlamento prese posizione contro l'influente cortigiano, il più malvisto tra i seguaci del re e considerato un traditore per le cessioni territoriali proposte a Tour. Pertanto, nel 1450, fu rinchiuso nella Torre di Londra per essere processato. Alla fine fu raggiunto un compromesso: Suffolk non venne giudicato, ma Enrico fu costretto a esiliarlo per cinque anni. Uscito dalla torre, de la Pole, il 1º maggio si imbarcò per Calais, ma la nave su cui era imbarcato fu intercettata nel canale della Manica da una nave reale ribelle e il duca fu assassinato.

### Le conseguenze del conflitto

#### L'instabilità interna e la rivolta di Jack Cade (1450)
La debolezza del sovrano, la divisione in fazioni e il disastro bellico contribuirono allo sfacelo della legge e dell'ordine, alla corruzione e alla crisi economica. I reduci inglesi, spesso senza paga, aumentarono il senso di anomia che vigeva nelle contee meridionali d'Inghilterra, e l'irlandese Jack Cade, forse in accordo con Riccardo di York, guidò una ribellione nel Kent con l'appellativo di "John Mortimer" a partire dalla primavera del 1450. Il 18 giugno del medesimo anno, ventimila ribelli guidati da Cade si concentrano presso la città di Blackheath, a sud-est della capitale. Ai rivoltosi, in gran parte contadini, si unì una parte della cittadinanza di Londra e, soprattutto, un buon numero di soldati e marinai inglesi di ritorno dalla Francia, raddoppiandone il numero. Enrico, dimostrando un'insolita energia nel gestire il potere, si recò a Londra con un esercito per schiacciare la ribellione e, lasciato a Greenwich il grosso delle sue truppe, con l'avanguardia incontrò i ribelli a Sevenoaks. Le forze reali, però, si sollevarono anch'esse, lasciando sguarnita la capitale e permettendo così a Cade di impossessarsi del ponte della Torre di Londra. Entrato in città, Cade stabilì la sua residenza alla locanda del Cervo Bianco (che era stato il simbolo del deposto Riccardo II) a Southwark. Durante la notte parte delle truppe reali rimaste fedeli alla causa lancasteriana, riorganizzatesi nella Torre di Londra, diedero l'assalto al ponte ma, alla fine, dovettero ritirarsi nelle postazioni originarie; i ribelli si impossessarono, così, della città. La fine dei torbidi fu dovuta, in gran parte, alla diplomazia del Lord Cancelliere, l'arcivescovo John Kemp, il quale convinse Cade a porre fine alla rivolta. Queste trattative si svolsero l'8 luglio 1450, durante le quali l'arcivescovo concesse il perdono reale a tutti coloro che avrebbero abbandonato le armi. Cade, intimorito dal precipitare della situazione, tentò di fuggire nel Sussex, ma fu catturato il 12 luglio ad Heathfield, morendo poco dopo per le ferite ricevute. La rivolta non portò a risultati concreti, ma l'evento servì ad esternare i sentimenti di malcontento che stavano infervorando gli animi.

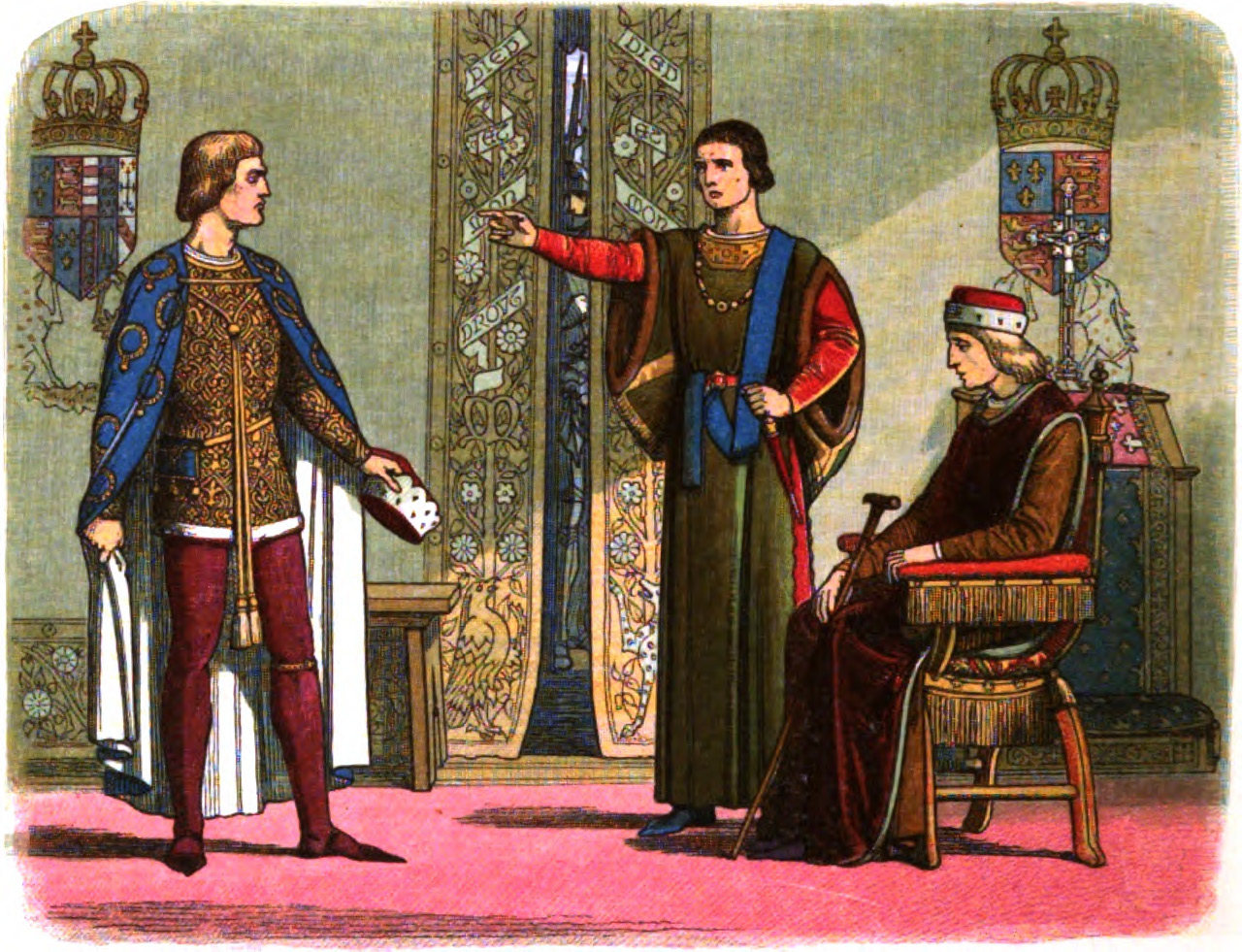
James William Edmund Doyle, Enrico VI seduto mentre i Duchi di York e Somerset discutono fra di loro, tratto da A Chronicle of England, p. 400, 1864.

#### La follia di Enrico e la reggenza di York (1453-1454)
Tra il luglio e l'agosto del 1453, non appena giunse la notizia della sconfitta di Castillon e la perdita dei possedimenti francesi, Enrico subì un crollo psico-fisico che perdurò ben 17 mesi. Neanche la nascita del suo erede al trono, Edoardo di Lancaster (1453-1471), riuscì a rinsanirlo dallo stato catatonico e di demenza in cui era caduto: non era più neanche in grado di riconoscere né chi gli stava intorno, né sé stesso. La regina Margherita, constatata l'incapacità del re di intendere e di volere, chiese per sé la reggenza, ma il 3 aprile 1454 fu Riccardo di York ad essere nominato Lord Protector, ottenendo finalmente la posizione di peso che da tanto tempo desiderava. Riccardo poté così procedere alle sue vendette personali: dopo aver rafforzato la sua posizione alleandosi con il nipote Richard Neville, XVI conte di Warwick, il duca di York escluse la regina dal governo e imprigionò Somerset nella Torre di Londra per essere giudicato. Solamente il pronto intervento della regina impedì il processo intentato contro il suo favorito. Oltre a queste faide interne, Riccardo di York fu impegnato nell'affrontare il problema delle spese del governo e il difficile risanamento interno del reame dopo la disastrosa conclusione della guerra in Francia. Il governo personale del Lord Protettore si interruppe il giorno di Natale del 1454, allorché il re si riprese dalla sua malattia. Immediatamente Somerset riprese la sua posizione di prestigio nella corte, mentre York fu nuovamente isolato grazie all'alleanza stretta da Somerset con Henry Percy, conte di Northumberland.

## La guerra delle due rose

### Dal 1455 al 1461

#### La contesa dinastica
York e Warwick, pertanto, decisero di riprendere in mano il potere perso in seguito alla guarigione del re. Entrati apertamente in conflitto con il vero leader della causa reale, la regina Margherita, i due uomini raccolsero intorno a loro una serie di nobili insoddisfatti della piega presa dagli eventi e York, sentendosi forte della sua posizione, reclamò il trono in quanto discendente diretto del secondogenito di Edoardo III (1327-1377), Lionello, duca di Clarence. Infatti, Enrico IV di Lancaster, il fondatore dell'attuale dinastia, era figlio di Giovanni Plantageneto, I duca di Lancaster, che era il terzogenito di Edoardo. Pertanto, Riccardo di York reclamò per sé il trono in quanto discendente più diretto dell'ultimo sovrano plantageneto, Riccardo II.

#### Da St. Albans a Towton: l'ascesa degli York

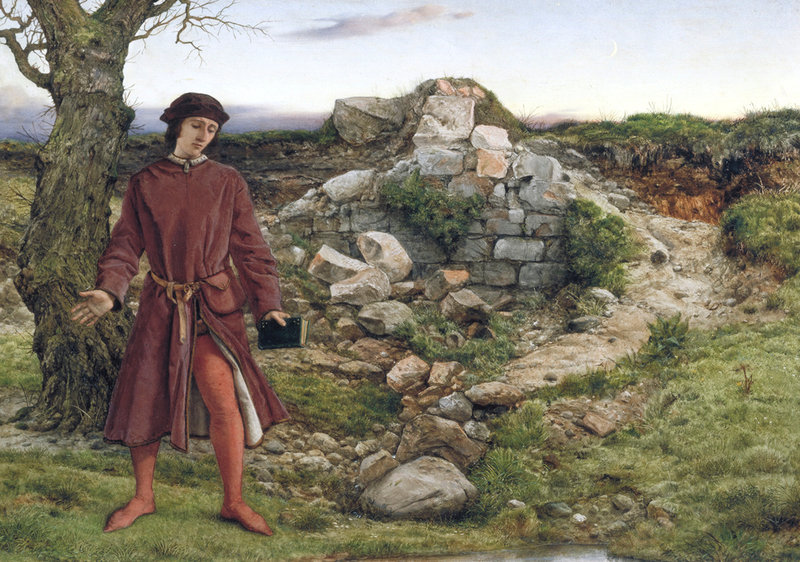
William Dyce, Re Enrico VI di Inghilterra a Towton, dipinto, 1860

Le ostilità si aprirono nella primavera del 1455, quando York e i suoi fautori raccolsero delle truppe, marciarono su Londra e alla fine di maggio, entrati in città, sconfissero le truppe reali (il 22 maggio 1455 nella prima battaglia di St Albans), comandate da Somerset che, durante la battaglia, perse la vita. Enrico VI, di fatto prigioniero, fu confermato re dal parlamento, ma de facto privato di tutti i poteri. In novembre, per di più, il re ebbe una ricaduta e Riccardo di York fu nominato per la seconda volta Lord Protector il 19 dello stesso mese.
Rispetto alla prima crisi la seconda fu di più breve durata: Enrico infatti, il 26 febbraio 1456, si ristabilì. Pur tenendo York come consigliere il rapporto tra l'instabile sovrano e il potente duca di York fu sempre meno amichevole e improntato a una cordiale ostilità. Dopo che il 25 marzo 1458 si tenne una sorta di cerimonia di pacificazione tra la fazione reale e quella yorkista, nell'estate 1459 Riccardo, sempre più insofferente per la sempre più crescente ostilità di Margherita nei suoi confronti, si schierò definitivamente contro Enrico VI. Nonostante poco dopo fossero stati sconfitti prima a Blore Heath e poi a Ludford Bridge (23 settembre e 12 ottobre), gli yorkisti (riparati momentaneamente in Irlanda) raccolsero le forze rimaste, sbarcarono a Sandwich nel giugno 1460 e, nella battaglia di Northampton (10 luglio 1460), trionfarono sui Lancaster. Conquistata Londra e fatto prigioniero re Enrico, Riccardo convocò in ottobre il parlamento che, dopo avergli negato la corona, lo ricompensò nominandolo erede di Enrico al momento della sua morte, eliminando dalla successione il legittimo erede Edoardo di Lancaster. Nel frattempo la regina Margherita, con l'appoggio degli scozzesi, aveva raccolto nel nord un imponente esercito che, riunitosi nello Yorkshire, si avviava verso sud. Riccardo affrontò i lancasteriani a Wakefield (30 dicembre 1460), ma fu sconfitto e nella battaglia perse la vita. L'eredità di Riccardo fu raccolta dal figlio poco meno che ventenne Edoardo che, dopo essersi riunito alle truppe sconfitte di Warwick, batté alla Battaglia di Mortimer's Cross (2 febbraio 1461) i lancasteriani, aprendosi le porte di Londra (26 febbraio). Enrico fu deposto il 4 marzo 1461 e suo cugino Edoardo fu eletto re per acclamazione divenendo re Edoardo IV di Inghilterra. Edoardo IV inseguì i lancasteriani e li sconfisse a Towton, il 28 marzo 1461, senza riuscire a catturare Enrico e la regina, i quali riuscirono a fuggire in Scozia.

### La guerra contro Edoardo e la cattura di Enrico (1461-1470)

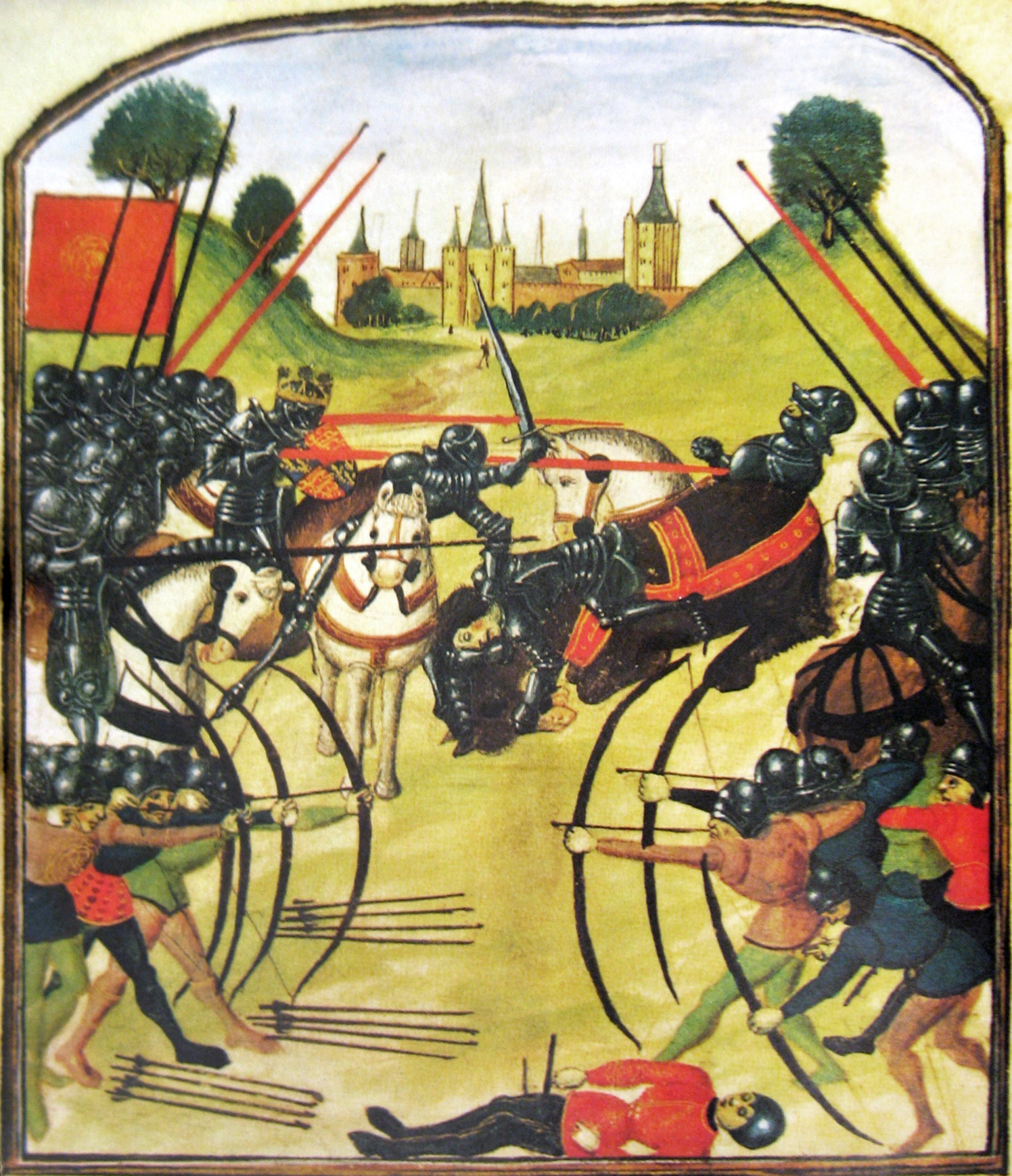
La battaglia di Tewkesbury, miniatura estratta dal Manoscritto di Gand, della fine del XV secolo.

Durante il primo periodo del regno di Edoardo IV la resistenza dei Lancaster proseguì soprattutto sotto la guida della regina Margherita la quale, dopo aver lasciato il marito in Scozia, si recò dal cugino Luigi XI di Francia, ottenendo da lui un piccolo contingente armato guidato da Pierre de Brézé. Forte di queste truppe francesi, Margherita si recò nelle contee settentrionali dell'Inghilterra e del Galles per fomentare delle rivolte contro Edoardo IV. Enrico, che nel 1464 era rientrato sul suolo inglese per galvanizzare gli animi dei partigiani della causa lancasteriana, fu catturato da Edoardo l'anno successivo, mentre vagava nel Lancashire. Poco dopo il sovrano Lancaster fu imprigionato nella Torre di Londra, rimanendovi per il successivo quinquennio. L'indomita regina Margherita, invece, riuscì a riparare ancora in Francia, portandosi addietro il figlio Edoardo; da lì, formò un'alleanza con Richard Neville, Conte di Warwick, che aveva avuto un alterco con Edoardo IV e che da questi era stato sconfitto nella battaglia di Stamford del 1470. Dopo aver fatto sposare sua figlia, Anna, con il Principe di Galles Edoardo, Warwick (e con lui il duca di Clarence, fratello di Edoardo IV con cui aveva avuto una serie di litigi) tornò in Inghilterra, costrinse Edoardo a fuggire presso Carlo il Temerario duca di Borgogna, liberò Enrico VI e lo rimise sul trono il 13 ottobre 1470, con una fastosa "reincoronazione". Da tutti i resoconti dell'epoca, il sovrano risulta letargico ed indifferente, specie mentre Warwick ed i suoi uomini lo facevano sfilare per le strade di Londra come il legittimo re d'Inghilterra.

### Il breve ritorno dei Lancaster (1470-1471)
Il ritorno in auge di Enrico fu destinato a durare molto poco. Nell'arco di pochi mesi, difatti, Warwick incautamente si schierò dalla parte di Luigi XI nella guerra contro il ducato di Borgogna, sperando di ottenere in cambio le ricche regioni olandesi e fiamminghe. Carlo il Temerario, che inizialmente si era dimostrato ostile ad Edoardo, reagì fornendogli l'aiuto necessario per riprendersi il trono con la forza. Questi, dopo aver occupato Londra, batté severamente le truppe del Warwick a Barnet (11 aprile), uccidendolo. Nell'ultimo, disperato tentativo di frenare l'avanzata di Edoardo IV, Margherita e il giovane Edoardo di Lancaster affrontarono il nemico nella battaglia di Tewkesbury del 4 maggio 1471: Margherita riuscì a fuggire, ma il figlio diciassettenne vi trovò la morte.

### La morte di Enrico VI
Enrico VI fu rinchiuso nuovamente nella Torre di Londra, dove fu assassinato nella notte tra il 21 e il 22 maggio 1471. Il sovrano inglese fu dapprima sepolto nell'abbazia di Chertsey, poi nel 1484 il suo corpo fu trasferito nella Saint George's Chapel del castello di Windsor per volere di Riccardo III, ove riposa tuttora.

## La figura di Enrico VI

### Il re santo

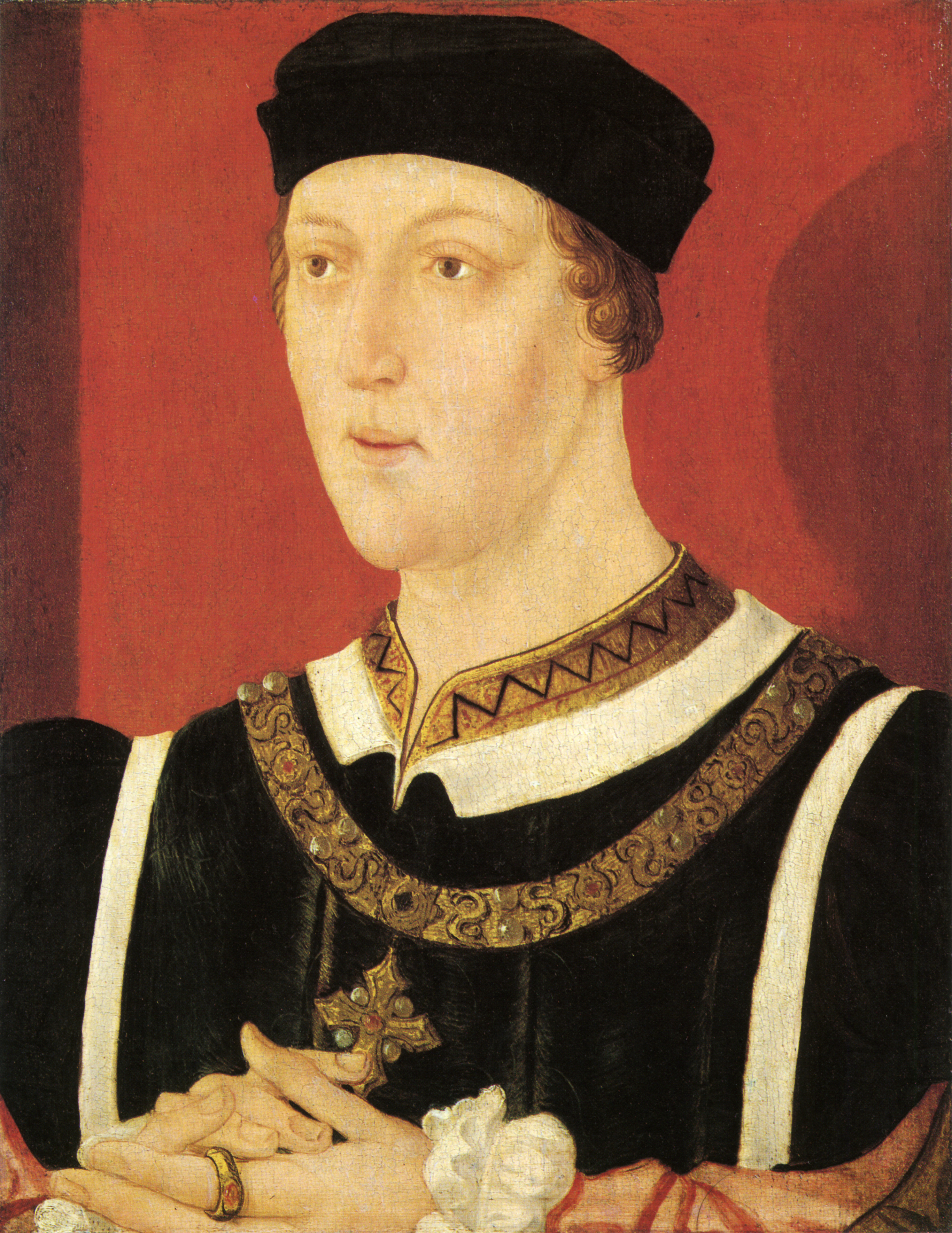
Ritratto di Enrico VI, estratto dal The National Portrait Gallery History of the Kings and Queens of England di David Williamson, basato a sua volta su un ritratto, realizzato da un pittore anonimo, del 1540, conservato nella National Portrait Gallery di Londra.

La figura di Enrico VI come re è meglio sintetizzabile in quella di uomo devoto, indeciso e facilmente influenzabile e, qualche tempo dopo l'ascesa al trono, di persona seriamente instabile di mente. Fu premuroso e generoso verso coloro di cui si prendeva cura (compresi i fratellastri Edmund e Jasper Tudor), regalando terre e titoli ai suoi consiglieri e amici. Enrico era un sincero e devoto cristiano, più un monaco che un sovrano: evitò i pomposi simboli del suo ruolo, preferendo abiti semplici, era estremamente pudico, tanto da rifiutare con orrore l'idea del sesso, pregava incessantemente, aborriva la violenza, mai mandando a morte qualcuno in suo nome, ed era prodigo nell'aiutare i poveri e i bisognosi, arrivando ad essere parco a tavola perché gli avanzi fossero dati in elemosina.
Buona parte della virtuosa condotta di Enrico è stata tramandata ai posteri dal Collectarium mansuetudinum et bonorum morum regis Enrici VI, del monaco certosino John Blackman, che provvide a delineare i tratti del carattere poc'anzi delineati. La trattazione latina del Blackman, nei secoli successivi, è stata tradotta in inglese, di cui il passo sotto citato ne è una prova:
Se Enrico fosse vissuto in un contesto storico-politico più calmo, avrebbe sicuramente lasciato una migliore immagine di sé nella storia inglese. Uomo tranquillo e pieno di buone intenzioni, Enrico non aveva la stoffa del politico e del generale come il padre, lasciandosi guidare da politicanti e uomini d'arme improvvisati. Appassionato della lettura e dello studio, non dimostrò alcuna inclinazione nel guidare in battaglia il suo Paese; ciò può apparire ironico, se si considera che il suo regno fu uno dei più sanguinosi della storia inglese.

#### Il culto popolare

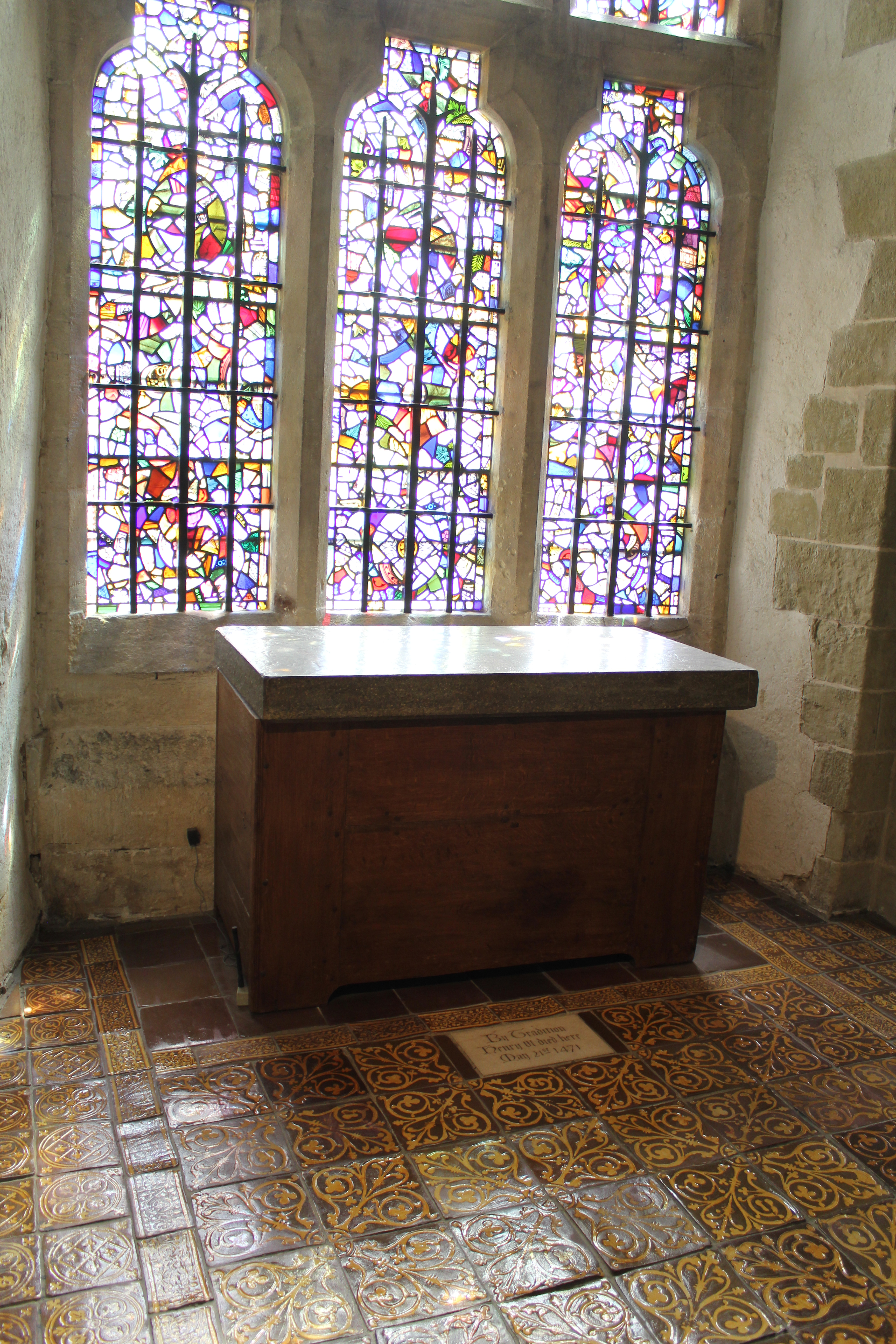
Ogni anno all'anniversario della morte di Enrico VI, i prevosti di Eton e Cambridge depongono delle rose e dei gigli sull'altare eretto nel luogo in cui morì.

Per l'animo caritatevole e la sua grande fede in Dio, fin dall'indomani della sua morte Enrico fu acclamato come santo da parte del popolo: gli venivano attribuiti alcuni miracoli, tra cui la capacità di guarire dal mal di testa. Nonostante i tentativi, da parte di Edoardo IV, di frenare la devozione verso il suo ex rivale, il popolo continuò a venerarne la memoria. Enrico VII Tudor (1485-1509), nipote di Enrico VI, favorì immensamente la devozione del suo predecessore presso il popolo, con il fine di legittimare la sua ascesa al trono. Difatti Enrico tentò di canonizzare il suo avo. Non volendo arrendersi davanti al diniego papale, il primo sovrano Tudor coltivò la memoria di Enrico VI attraverso la fondazione della Henry VII Chapel nell'abbazia di Westminster. La memoria di Enrico non si conservò, a causa della Riforma Anglicana patrocinata da Enrico VIII, quando la venerazione per i santi fu considerata idolatria. Nonostante ciò, i prevosti di Eton e Cambridge, nell'anniversario del suo assassinio, si recano alla Torre di Londra per deporre gigli e rose in segno di ringraziamento per l'alto patronato del sovrano Lancaster verso le loro istituzioni.

### Il re folle
La figura di Enrico VI è associata anche alla debilitante malattia mentale che iniziò ad affliggerlo a partire dal 1453, quando aveva poco più di trent'anni. Grazie allo sviluppo della psichiatria, gli esperti (Steve Farrar, per esempio) concordano sul fatto che il sovrano soffrisse di quella malattia mentale ereditata a sua volta dal nonno materno Carlo VI di Francia, da alcuni individuata come una grave forma di schizofrenia. In base ai sintomi psicotici riportati dalle cronache, gli storici propendono nell'individuarne la causa immediata sicuramente al grande stress accumulato negli ultimi anni, sia per l'instabilità interna sia per le difficoltà crescenti in Francia, ma individuano nella madre del re, Caterina, la portatrice sana della tara genetica. Come l'avo, infatti, Enrico manifestò i primi segni clinici in età relativamente giovane, palesando uno stato catatonico, caratterizzato da amnesia e da disturbi dissociativi, al punto da non riuscire neanche a rendersi conto della nascita del figlio Edoardo, avvenuta durante la sua malattia:

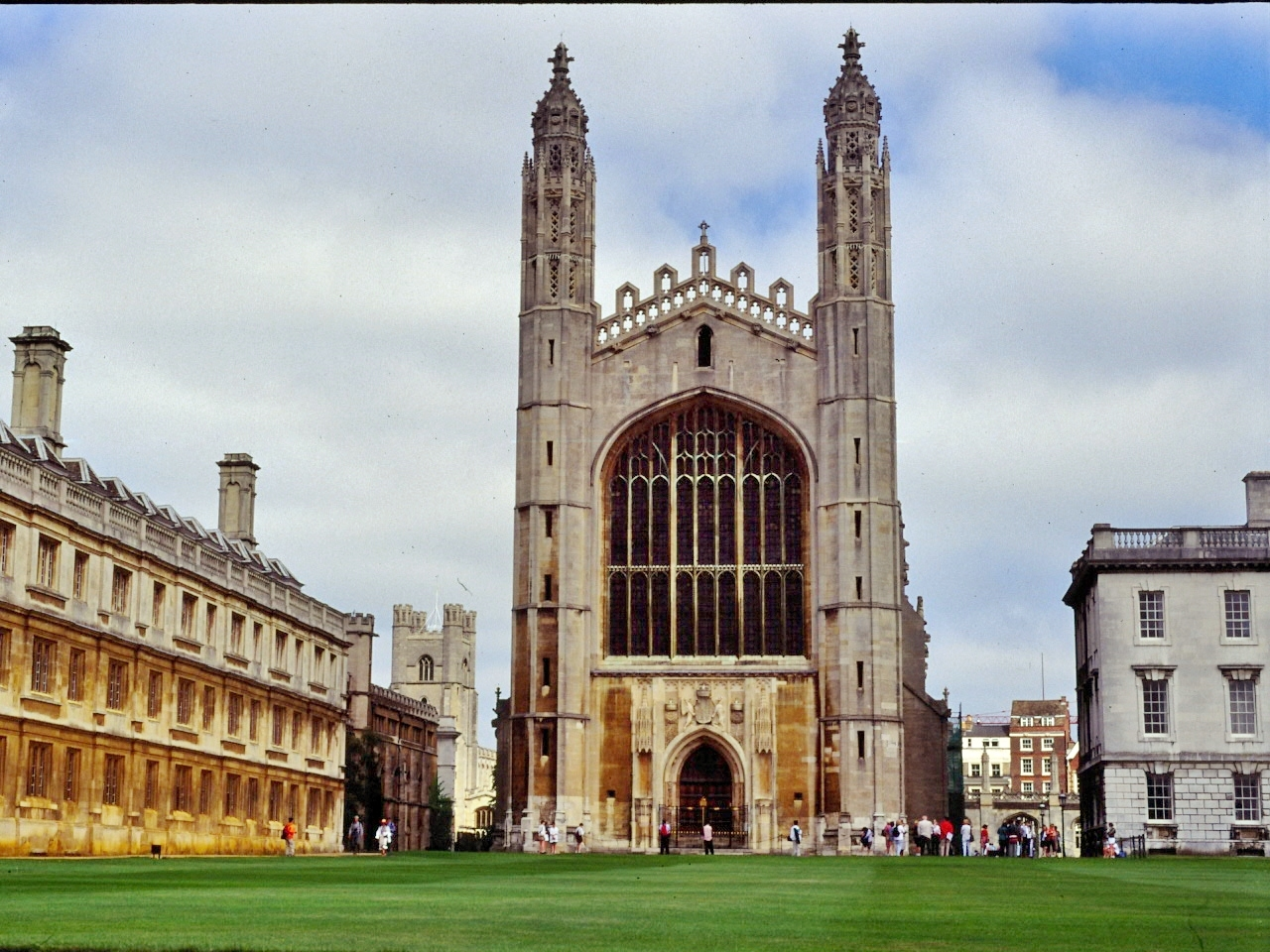
Vista frontale del King's College, istituzione voluta fortemente da Enrico VI per promuovere la cultura nel suo regno.

(The American Psychiatric Publishing Textbook of Schizophrenia)

### L'amore per l'istruzione e la cultura
Generoso mecenate, Enrico elargì laute sovvenzioni sia alla fondazione dell'Eton College (nell'atto di fondazione chiamato the College Roiall of oure Ladie of Eton beside Windesor) vicino a Windsor, per l'istruzione di 70 studenti di umili origini, sia per il college di Cambridge, dove potevano continuare gli studi. Il re stesso posò la prima pietra del college il 2 aprile 1441. Lui stesso fu educato (talvolta con estrema severità) da Richard Beauchamp, conte di Warwick, in letteratura, lingue e religione, dimostrando di possedere una notevole intelligenza e predisposizione per le arti liberali. Continuando il patrocinio architetturale di Enrico V di Inghilterra, commissionò opere generalmente consistenti in grandi chiese in stile tardo gotico (ingannevolmente definite "cappelle"), con annesse delle fondazioni monastiche e/o di istruzione. Infine, sotto il suo regno, visse e morì il poeta John Lydgate (1370-1450 ca), la principale figura letteraria inglese tra Chaucer e Tommaso Moro.

## Famiglia e discendenza
Enrico VI sposò Margherita d'Angiò, figlia di Renato d'Angiò e di Isabella di Lorena, quindi nipote di Carlo VII di Francia. Margherita diede a Enrico un figlio: Edoardo di Lancaster (1453-1471). Riguardo alla paternità di Enrico, già all'indomani della nascita del principe di Galles erano stati mossi parecchi dubbi. Vari pettegolezzi sostenevano che Edoardo fosse figlio di Margherita e di Somerset, dicerie rafforzate da quanto lo stesso Enrico ebbe a pronunciare quando, dopo aver recuperato la sanità mentale nel Natale del 1454, scoprì di essere padre:
(Enrico VI dopo aver appreso di essere diventato padre)
Enrico ebbe due fratellastri, Edmondo e Jasper Tudor, figli del secondo matrimonio della madre con il suo paggio gallese Owen Tudor, a cui fu concesso successivamente il titolo di conte.

## Enrico VI nella cultura

### Shakespeare

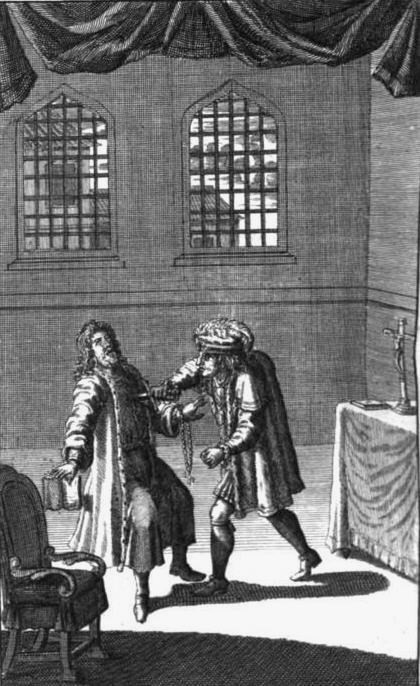
La morte di Enrico VI, illustrazione tratta dall'Enrico VI dell'edizione del Shakespeare's Complete Works di Nicholas Rowe (1709).

Nell'ultimo decennio del XVI secolo William Shakespeare scrisse una trilogia teatrale sulla vita di Enrico VI: Enrico VI, parte I, Enrico VI, parte II e Enrico VI, parte III. Ricostruita esattamente dal punto di vista storico, il dramma espone la personalità di Enrico VI indagandone a fondo l'animo tormentato, complessato, proteso a trovare quella pace che il destino non gli ha potuto donare, come il drammaturgo inglese espose drammaticamente in questo monologo:
And could command no more content than I?
No sooner was I crept out of my cradle
But I was made a king at nine months old.
Was never subject long'd to be a king
As I do long and wish to be a subject.»
(William Shakespeare, Enrico VI, parte II - Atto IV, scena IX)
Ucciso poi da Riccardo III nella Torre di Londra, il monarca Lancaster riapparirà come un fantasma nel Riccardo III alla vigilia della battaglia di Bosworth Field, durante il sonno dell'ultimo sovrano York. Insieme agli spiriti di Edoardo di Lancaster, di Giorgio di Clarence e altri, Enrico maledice il suo assassino, augurandogli la disperazione e la morte.

### Nel cinema
Nel cinema, Enrico VI apparve per la prima volta in The Tower of London (1939), film ove il sovrano è interpretato da Miles Mander. Nel corso del XX secolo il sovrano Lancaster apparve più volte nei vari adattamenti televisivi delle opere shakespeariane, venendo interpretato da Terry Scully, Peter Benson, Paul Brennen, David Shelley.

## Ascendenza
|                         |                    |                                          | Genitori                                 |  |  | Nonni |  |  | Bisnonni                                   |  |  | Trisnonni                 |  |
|                         |                    |                                          |                                          |  |  |       |  |  | Giovanni Plantageneto, I duca di Lancaster |  |  | Edoardo III d'Inghilterra |  |
|                         |                    |                                          |                                          |  |  |       |  |  | Giovanni Plantageneto, I duca di Lancaster |  |  | Edoardo III d'Inghilterra |  |
|                         |                    | Filippa di Hainaut                       |                                          |  |  |       |  |  | Giovanni Plantageneto, I duca di Lancaster |  |  |                           |  |
| Enrico IV d'Inghilterra |                    |                                          |                                          |  |  |       |  |  | Giovanni Plantageneto, I duca di Lancaster |  |  |                           |  |
|                         |                    | Bianca di Lancaster                      | Enrico Plantageneto                      |  |  |       |  |  |                                            |  |  |                           |  |
|                         |                    | Bianca di Lancaster                      | Enrico Plantageneto                      |  |  |       |  |  |                                            |  |  |                           |  |
|                         |                    | Bianca di Lancaster                      | Isabella di Beaumont                     |  |  |       |  |  |                                            |  |  |                           |  |
| Enrico V d'Inghilterra  |                    | Bianca di Lancaster                      |                                          |  |  |       |  |  |                                            |  |  |                           |  |
|                         |                    | Humphrey di Bohun, VII conte di Hereford | William di Bohun, I conte di Northampton |  |  |       |  |  |                                            |  |  |                           |  |
|                         |                    | Humphrey di Bohun, VII conte di Hereford | William di Bohun, I conte di Northampton |  |  |       |  |  |                                            |  |  |                           |  |
|                         |                    | Humphrey di Bohun, VII conte di Hereford | Elizabeth de Badlesmere                  |  |  |       |  |  |                                            |  |  |                           |  |
| Maria di Bohun          |                    | Humphrey di Bohun, VII conte di Hereford |                                          |  |  |       |  |  |                                            |  |  |                           |  |
|                         |                    | Joan FitzAlan                            | Richard FitzAlan, X conte di Arundel     |  |  |       |  |  |                                            |  |  |                           |  |
|                         |                    | Joan FitzAlan                            | Richard FitzAlan, X conte di Arundel     |  |  |       |  |  |                                            |  |  |                           |  |
|                         |                    | Joan FitzAlan                            | Eleonora di Lancaster                    |  |  |       |  |  |                                            |  |  |                           |  |
| Enrico VI d'Inghilterra |                    | Joan FitzAlan                            |                                          |  |  |       |  |  |                                            |  |  |                           |  |
|                         | Carlo V di Francia | Giovanni II di Francia                   |                                          |  |  |       |  |  |                                            |  |  |                           |  |
|                         | Carlo V di Francia | Giovanni II di Francia                   |                                          |  |  |       |  |  |                                            |  |  |                           |  |
|                         | Carlo V di Francia | Bona di Lussemburgo                      |                                          |  |  |       |  |  |                                            |  |  |                           |  |
| Carlo VI di Francia     | Carlo V di Francia |                                          |                                          |  |  |       |  |  |                                            |  |  |                           |  |
|                         |                    | Giovanna di Borbone                      | Pietro I di Borbone                      |  |  |       |  |  |                                            |  |  |                           |  |
|                         |                    | Giovanna di Borbone                      | Pietro I di Borbone                      |  |  |       |  |  |                                            |  |  |                           |  |
|                         |                    | Giovanna di Borbone                      | Isabella di Valois                       |  |  |       |  |  |                                            |  |  |                           |  |
| Caterina di Valois      |                    | Giovanna di Borbone                      |                                          |  |  |       |  |  |                                            |  |  |                           |  |
|                         |                    | Stefano III di Baviera-Ingolstadt        | Stefano II di Baviera                    |  |  |       |  |  |                                            |  |  |                           |  |
|                         |                    | Stefano III di Baviera-Ingolstadt        | Stefano II di Baviera                    |  |  |       |  |  |                                            |  |  |                           |  |
|                         |                    | Stefano III di Baviera-Ingolstadt        | Isabella d'Aragona                       |  |  |       |  |  |                                            |  |  |                           |  |
| Isabella di Baviera     |                    | Stefano III di Baviera-Ingolstadt        |                                          |  |  |       |  |  |                                            |  |  |                           |  |
|                         |                    | Taddea Visconti                          | Bernabò Visconti                         |  |  |       |  |  |                                            |  |  |                           |  |
|                         |                    | Taddea Visconti                          | Bernabò Visconti                         |  |  |       |  |  |                                            |  |  |                           |  |
|                         |                    | Taddea Visconti                          | Regina della Scala                       |  |  |       |  |  |                                            |  |  |                           |  |
|                         |                    | Taddea Visconti                          |                                          |  |  |       |  |  |                                            |  |  |                           |  |